# Croix d'Hierges
La croix d'Hierges ou encore Croix du duel d'Hierges, est une croix située à Hierges, en France, à la suite d'un duel de 1579.

## Description
La Croix d'Hierges est une croix expiatoire en pierre sculptée d’un meurtre commis en 1579.
Inscription gravée sur le basement : « Icy fut occis Henry Mayreau par Jehan Collin Mayeur de Vireux les Hebbes. Le 1er de May 1579. Priez pour l'âme de luy ».
Sur les médaillons de l'extrémité gauche est représenté L'aigle de St Jean ; sur celle de droite : Le taureau de St Luc ; sur le haut : L'Ange représentant St Mathieu ; sur le bas : Le Lion représentant l'évangéliste St Marc.

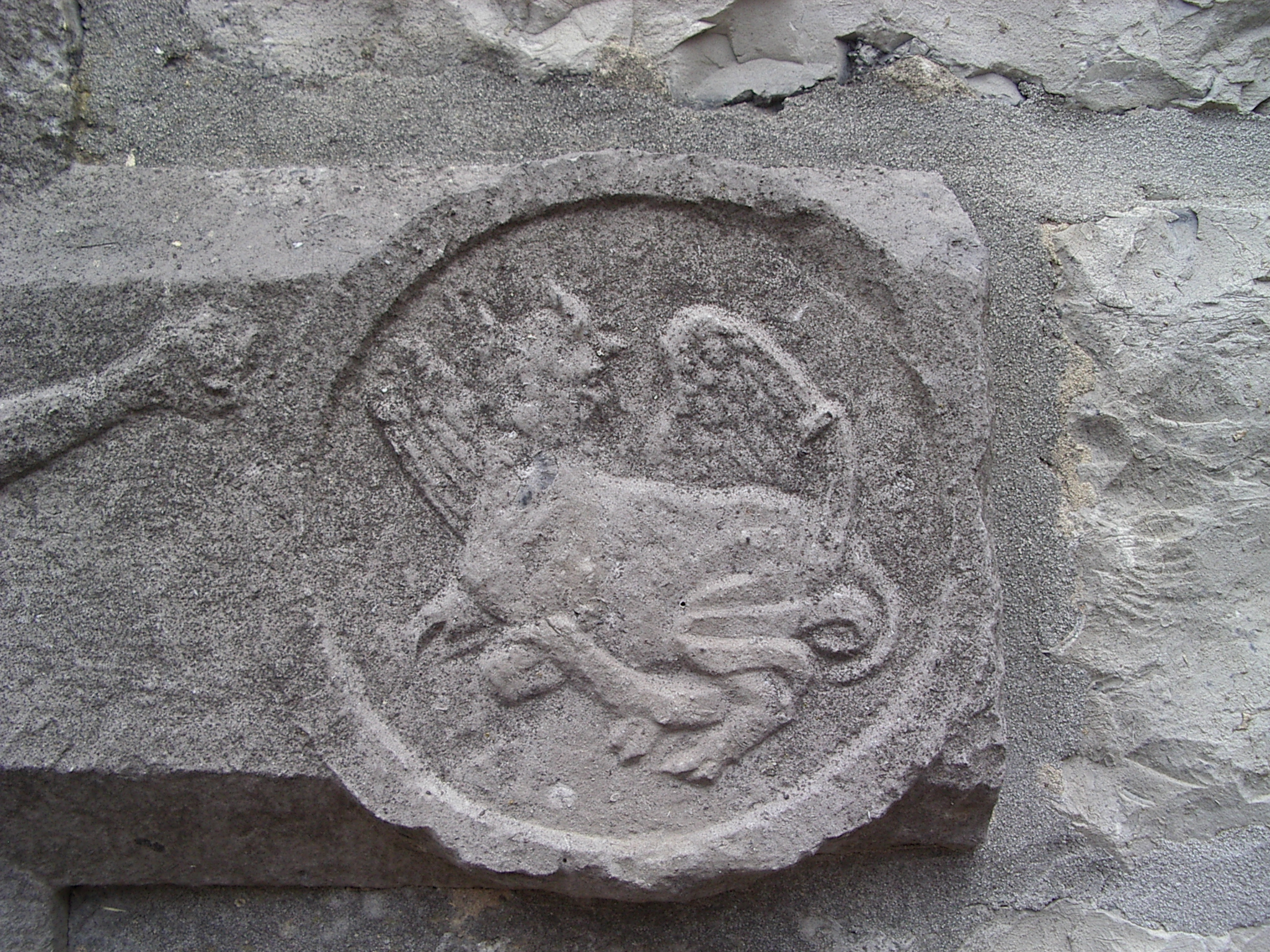
Le Taureau de saint Luc
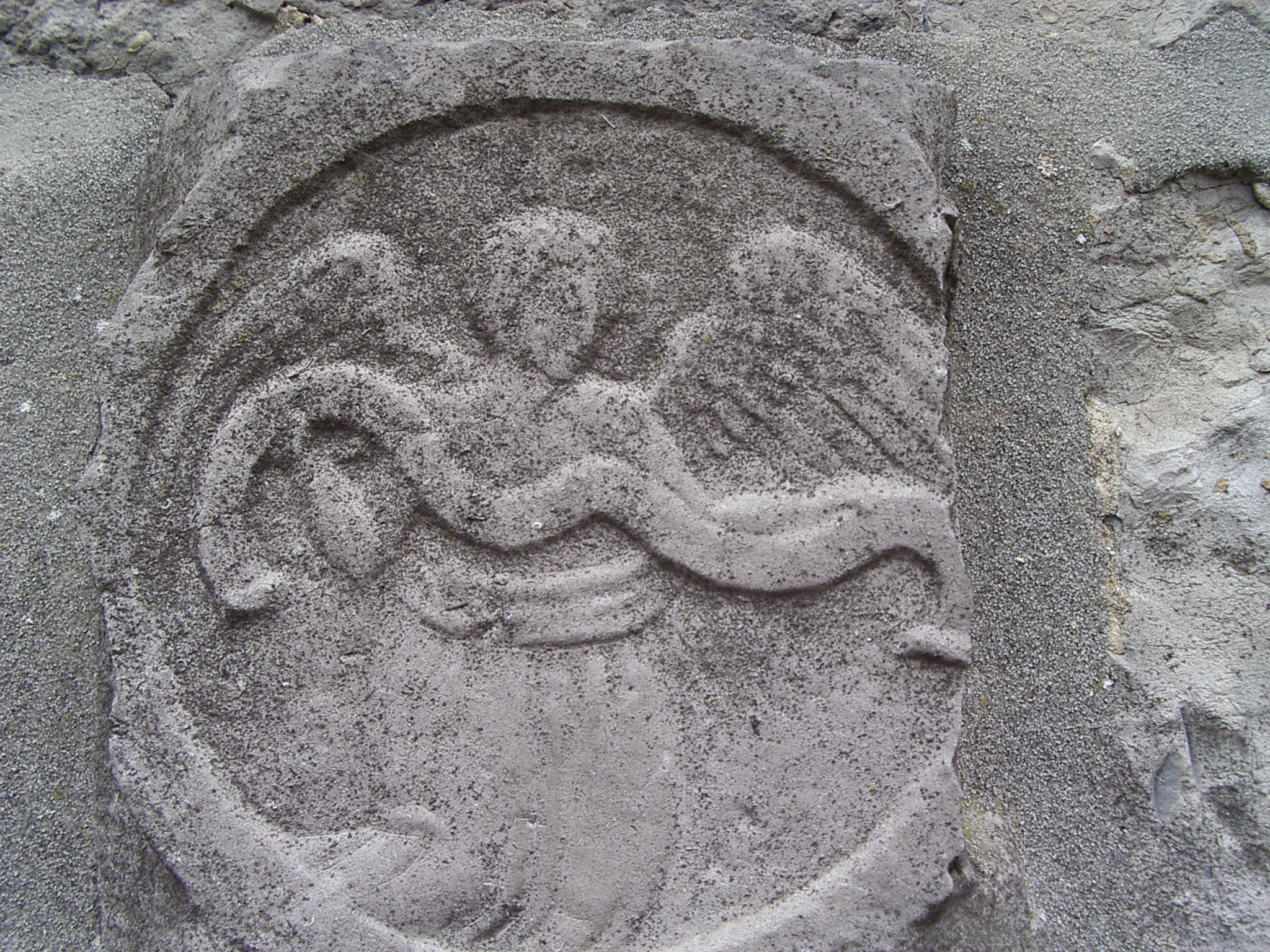
L'Ange de saint Mathieu
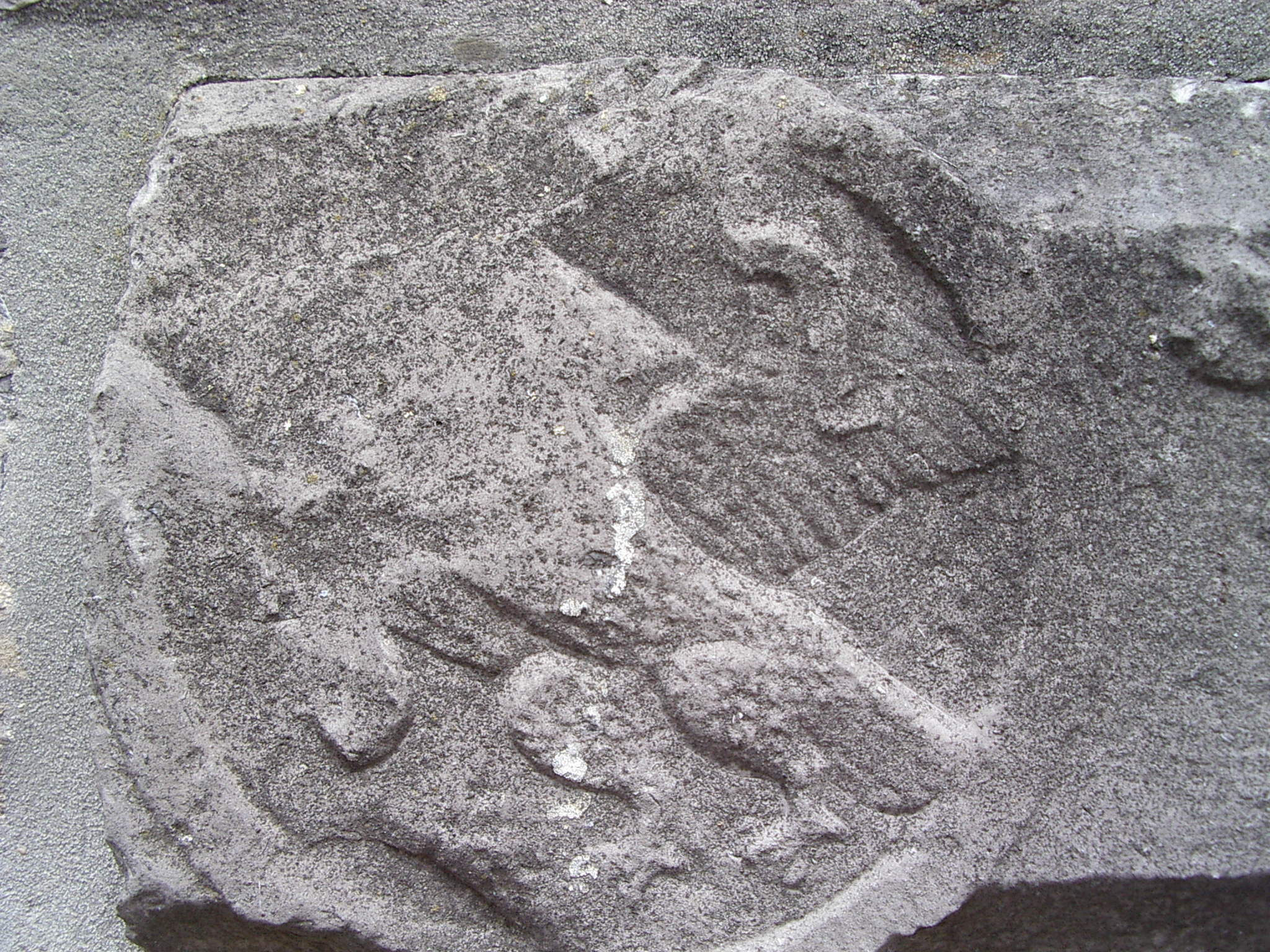
L'Aigle de saint Jean
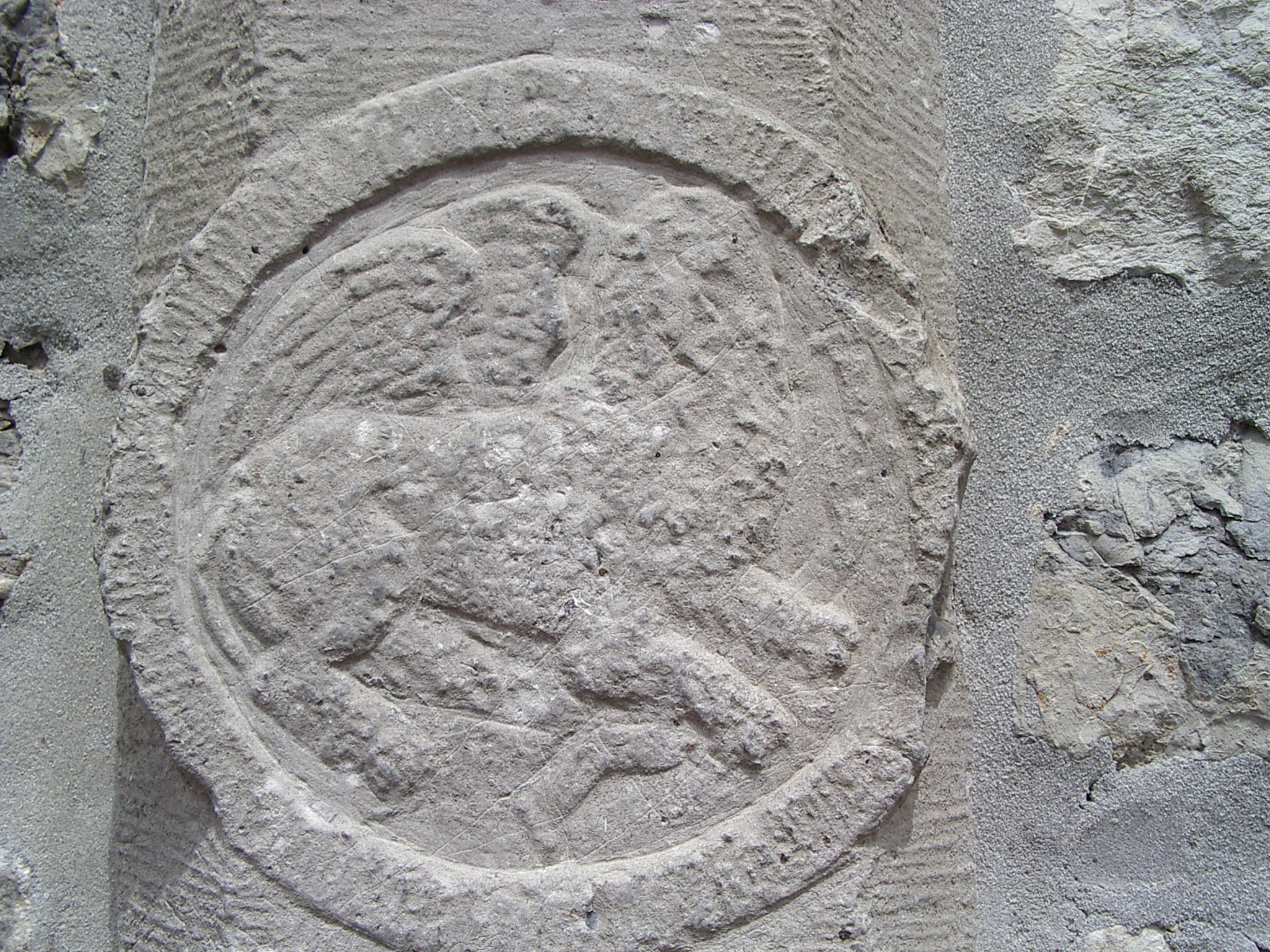
Le Lion de saint Marc

## Localisation
La croix est située sur le mur d'une maison sur la place de la commune d'Hierges, dans le département français des Ardennes.

## Historique
La Croix d'Hierges a été réalisée en 1579 aux frais de Jehan Collin, meurtrier de Thiry Mayreau, soldat à Charlemont.
L'édifice est inscrit au titre des monuments historiques en 1926.

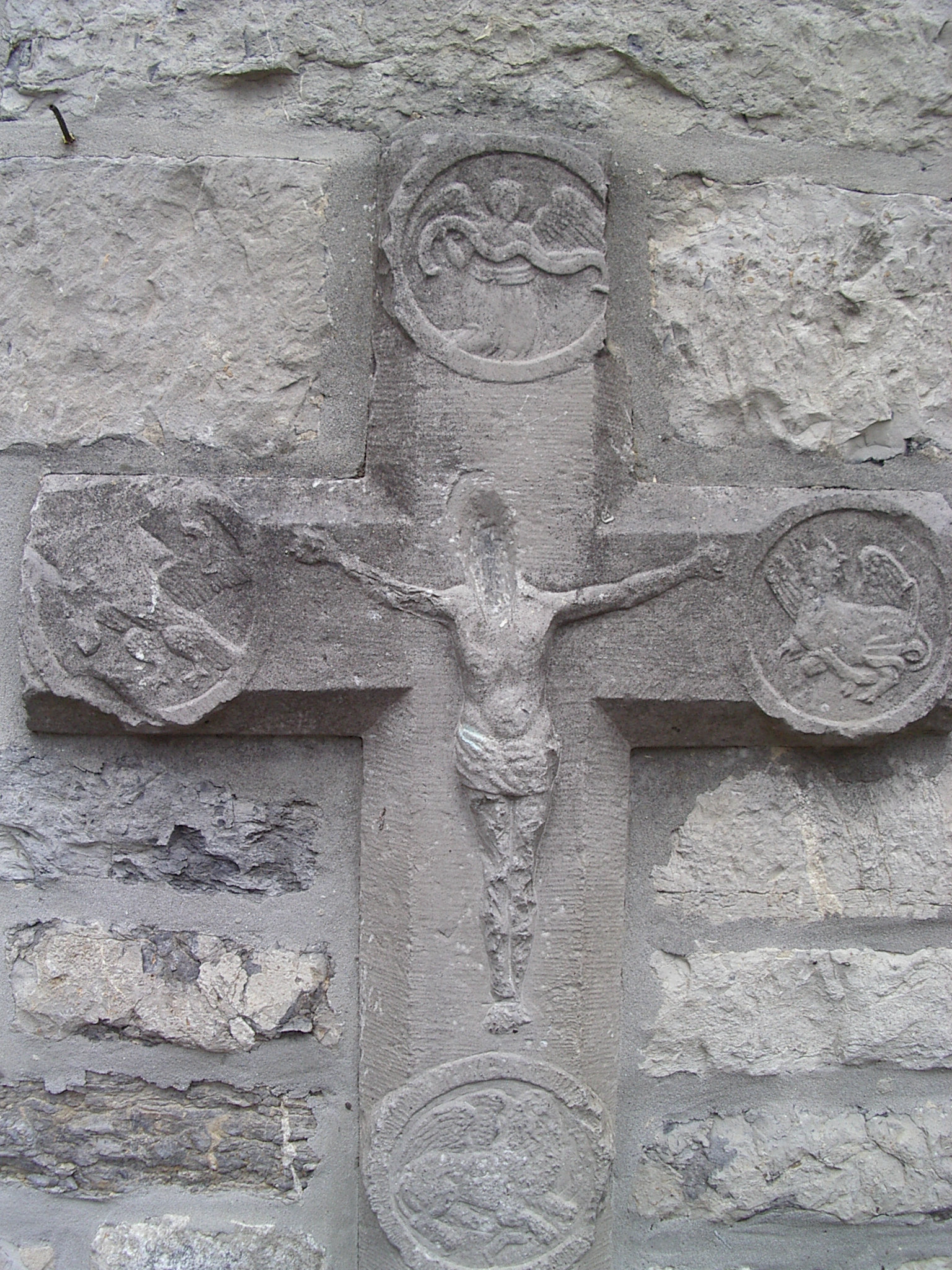
La croix
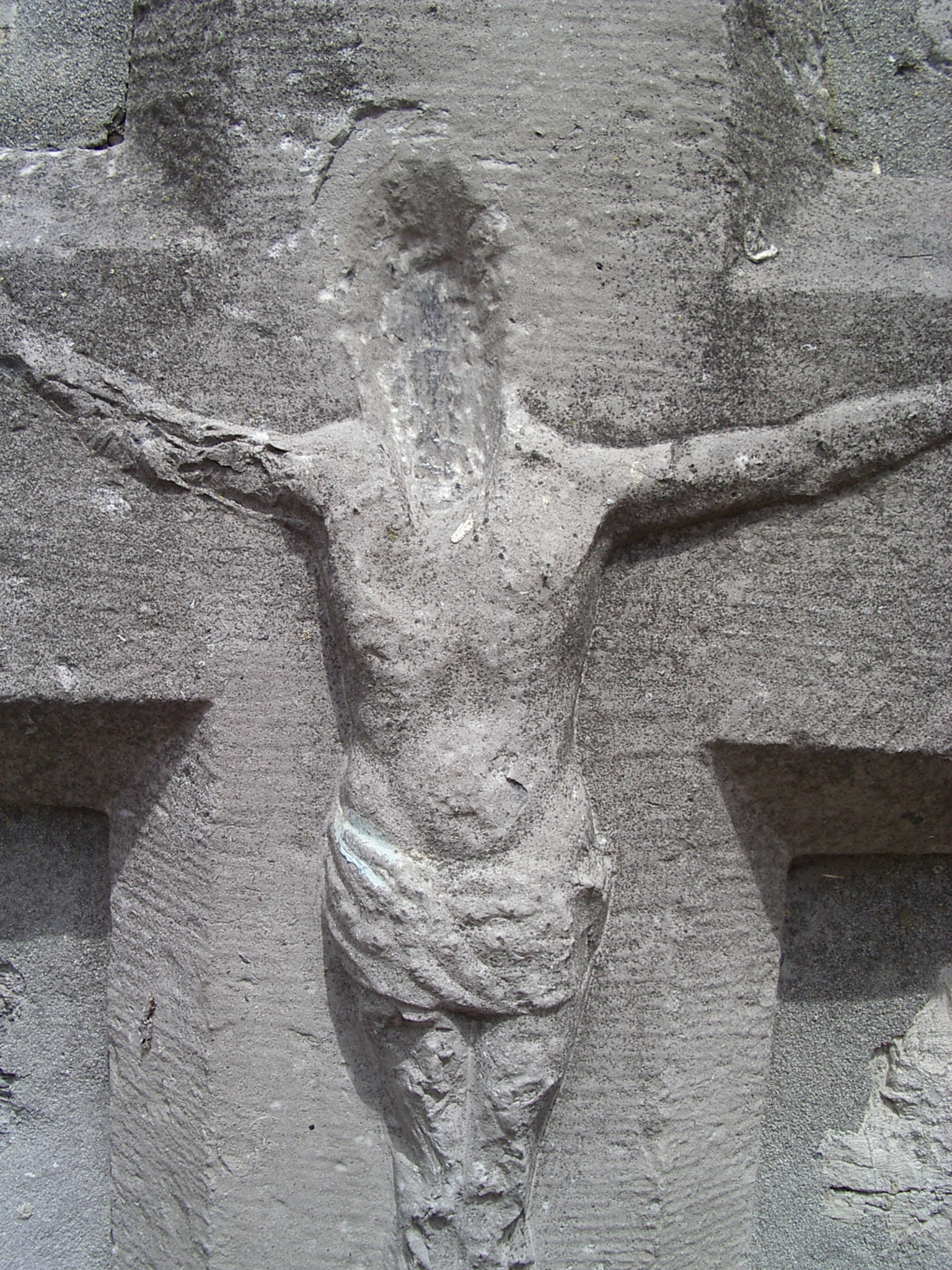
Le Christ sans Tête

## Sources
- « Croix », notice no PA00078452, sur la plateforme ouverte du patrimoine, base Mérimée, ministère français de la Culture.
- « La croix du duel d'Hierges »
- Croix du duel à Hierges.